# 懐公 (陳)
懐公（かいこう、生年不詳 - 紀元前502年）は、春秋時代の陳の君主（在位：紀元前505年 - 紀元前502年）。姓は嬀、名は柳。恵公の子として生まれた。紀元前506年2月、恵公が死去すると、後を嗣いで陳公となった。紀元前505年、呉王闔閭に呼び出されたが、懐公は病と称して行かなかった。紀元前502年、再び闔閭に呼び出され、以前の罪を問われて抑留された。7月、懐公は呉で死去した。